# Кетрін Ґрей
Кетрін Ґрей (англ. Catherine Gray) — британська письменниця та редакторка родом з Лондона, дописувачка Ґардіан, Stylist, The Telegraph, Космополітен, GLAMOUR, Fabulous, The Lancet Psychiatrist, Mr & Mrs Smith, BBC Earth та Women's Health. Авторка книжок «Несподівана радість тверезості», «Несподівана радість звичайного», «Несподівана радість самотності» та ін..
Кетрін Ґрей дебютувала з бестселером «Несподівана радість тверезості» у 2018. У цій документальній книжці вона пробує без повчань пролити світло на те, як сучасне суспільство підштовхує особу до «соціального» вживання алкоголю, а також наводить думки відомих спеціалістів-нейрологів та психологів про те, чому ми п'ємо, розбираючи наукові пояснення, що алкоголь робить із нашою свідомістю і тілом. Базована на особистому шокуючому досвіді алкогольної залежності, книжка описує втечу від цього стану до тверезого життя, а також містить перелік безлічі позитивних і навіть несподіваних відкриттів, привабливих переваг тверезості, які досить важко уявити людині, яка з дня на день залучена в коло випивки, похмілля і знову випивки. Авторка проводить читача через непрості стадії алкогольної абстиненції з власного досвіду та досвіду інших людей без моралізаторства, застрашування чи самозвеличення, з гумором і добротою.
В Україні вийшли три книжки Кетрін Ґрей у видавництві Yakaboo Publishing у перекладі Зорини Тіммерман — «Несподівана радість тверезості» , «Несподівана радість самотності» та «Несподівана радість звичайності».